# 名古屋市立冨士中学校
名古屋市立冨士中学校（なごやしりつ ふじちゅうがっこう）は、愛知県名古屋市東区東桜一丁目にある公立中学校。

## 校名の由来
校地に近在していた富士塚町・富士神社・駿河町の各名称にちなんで命名されたという。

## 部活動
運動部
- 陸上競技部
- 野球部
- サッカー部
- 男子バレー部
- 女子バレー部
- 男子バスケ部
- 女子バスケ部
- 女子テニス部
- 卓球部

文化部
- 美術部
- 合唱部
- コンピューター部

## 校歌
- 作詞 小出弘隆（国語科教諭[2]）・作曲 水野久一郎[3]

## 沿革
- 1947年（昭和22年） - 名古屋市立東白壁小学校校舎を借用し、名古屋市立冨士中学校として成立[WEB 2]。4月1日創立、4月12日開校式[4]。
- 1949年（昭和24年）9月1日 - 現校地の校舎において授業が開始される[4]。
- 1949年（昭和24年） - 校歌制定[WEB 2]。
- 1950年（昭和25年） - 東白壁分教場を廃止する[4]。
- 1959年（昭和34年） - 伊勢湾台風災害救援の一環として、名古屋市立南陽中学校生徒の集団仮入学を受け入れる[5]（10月12日より11月20日まで[6]）。また、南区・港区・海部郡の被災生徒36名を受け入れる[5]。
- 2022年（令和4年）度 - 体育館にエアコンが整備される予定[WEB 3][新聞 1]。

## 通学区域
| 東桜小学校学区 - 泉一丁目・同二丁目・同三丁目（各一部） - 東桜一丁目 - 東桜二丁目（一部） - 東外堀町 - 久屋町 | 山吹小学校学区 - 相生町（一部） - 飯田町 - 泉一丁目〜同三丁目（各一部） - 上竪杉町 - 三の丸四丁目 - 橦木町 - 白壁一丁目〜同二丁目 - 白壁三丁目〜同五丁目（各一部） - 主税町二丁目〜同三丁目 - 主税町四丁目（一部） - 東片端町 - 芳野一丁目（一部） | 東白壁小学校学区 - 相生町（一部） - 赤塚町 - 泉三丁目（一部） - 白壁三丁目〜同五丁目 - 代官町（一部） - 主税町四丁目（一部） - 徳川一丁目（一部） - 芳野一丁目（一部） - 芳野二丁目 - 芳野三丁目（一部） |

## 著名な出身者
- 小林誠（物理学者、ノーベル物理学賞受賞者、第11回卒業生[WEB 2]）
- 宗次徳二（Coco壱番屋創業者、第15回卒業生）
- 宇野昌磨（男子シングルフィギュアスケート選手）[WEB 5][新聞 2]
- 鵜飼航丞（プロ野球選手、中日ドラゴンズ）
- ディクソン Jr 太力（プロバスケットボール選手、長崎ヴェルカ）

### WEB
1. ↑  “冨士中学校の概要”.   名古屋市立冨士中学校. 2015年3月30日閲覧。
2. 1 2 3  “冨士中学校の歴史”.   名古屋市立冨士中学校. 2015年3月30日閲覧。
3. ↑   “学校体育館空調設備にかかる設計について”. 名古屋市. (2021年5月28日) 2021年8月10日閲覧。
4. 1 2 3 4 5 6 7 8 9 10 11 12 13 14 15 16 17 18 19 20 21 22 23 24 25 26 27  “家造.net 冨士中学校学区”. 2015年3月30日閲覧。
5. ↑  長野市役所広報広聴課 (2012年2月24日). “2011年1月のフォトニュース”.   長野市. 2015年11月25日時点のオリジナルよりアーカイブ。2016年11月17日閲覧。

### 新聞
1. ↑  “中学、特別支援学校６０校の体育館にエアコン　冷房は２３年度から”. 中日新聞社. (2021年5月29日) 2021年6月21日閲覧。
2. ↑  中山梓 (2018年1月9日). “大人の階段 上ります 名古屋、長久手で成人式 旧友の活躍が大きな刺激に 東区” (日本語). 中日新聞朝刊市民版 (中日新聞社):  p. 13

### 書籍
1. ↑  名古屋市立冨士中学校 1967, p. 26.
2. ↑  名古屋市立冨士中学校 1967, p. 27.
3. ↑  名古屋市立冨士中学校 1967, p. 表紙裏.
4. 1 2 3  名古屋市立冨士中学校 1967, p. 10.
5. 1 2  名古屋市立冨士中学校 1967, p. 9.
6. ↑  名古屋市立冨士中学校 1967, p. 12.